# Periplaneta bicolor
Periplaneta bicolor är en kackerlacksart som beskrevs av Robert Walter Campbell Shelford 1908. Periplaneta bicolor ingår i släktet Periplaneta och familjen storkackerlackor. Inga underarter finns listade i Catalogue of Life.